# 胡戈·冯·泽利格
胡戈·汉斯·里特尔·冯·泽利格（德語：Hugo Hans Ritter von Seeliger，1849年9月23日—1924年12月2日），德国天文学家，通常被认为是同时代中最重要的天文学家。
他出生奥地利西里西亚，1867年在切申完成高中学业，后就读于海德堡大学和莱比锡大学。他1872年在莱比锡大学获得了天文学博士学位，并在卡尔·克里斯蒂安·布鲁恩斯手下从事研究工作。1877年成为波恩大学天文台工作人员，是弗里德里希·阿格兰德的助理。1874年他曾组织德国考察队到奥克兰群岛，进行了对金星凌日的观察。 1881年，他成为哥达天文台台长；1882年成为慕尼黑大学天文系教授兼大学天文台台长，在那里一直任职到去世。他培养的很多学生后来都成为了著名的天文学家，其中包含：汉斯·金勒(Hans Kienle)、恩斯特·安丁、尤利乌斯·鲍申格尔、保罗·滕·布鲁根卡特、古斯塔夫·赫格洛茨、理查德·绍尔等，尤其是卡尔·史瓦西，1898在他的指导下获得了博士学位，他认为泽利格的讲话对其一生的事业起了重大的作用。
1892年泽利格当选为英国皇家天文学会准委员，1897年至1921年任德国天文学会会长，1896年和1917年，他获得了无数的荣誉和奖章，其中包括德国爵位(里特)。
他对天文学的贡献包括水星近日点反常进动的解释(后来成为广义相对论的实验验证之一)、恒星与气体云相碰撞产生新星的理论、通过对土星环反照率变化的研究证实了詹姆斯·麦克斯韦尔有关土星环构成成分的理论。然而，他的主要研究趣是对波恩星表和天文协会波恩部分星体目录的恒星统计，以及所导致的宇宙结构的结论。泽利格对银河系大小的观点与后来雅各布斯·卡普坦的研究结果是完全一致的。
直止1924年他75岁去世前，都一直在继续着他的研究。
小行星892 泽利格和月球上的“泽利格环形山”就是为纪念他而以他的名字命名的。土星环在冲日的变亮现已被称为“泽利格效应”，以承认他在这一领域的开拓性研究。

## 学生
他的博士学生有(详见 http://genealogy.math.ndsu.nodak.edu/id.php?id=61848 （页面存档备份，存于）) :
- 尤利乌斯·鲍申格尔(Julius Bauschinger)，路德维希-马克西米利安大学慕尼黑学院，1884年
- 恩斯特·安丁(Ernst Anding)，路德维希-马克西米利安大学慕尼黑学院，1888年
- 里夏德·朔尔，路德维希-马克西米利安大学慕尼黑学院，1889年
- 卡尔·厄特尔(Karl Oertel)，路德维希-马克西米利安大学慕尼黑学院，1890年
- 奥斯卡·黑克尔(Oscar Hecker)，路德维希-马克西米利安大学慕尼黑学院，1891年
- 阿达尔贝特·博克(Adalbert Bock)，路德维希-马克西米利安大学慕尼黑学院，1892年
- 乔治·迈尔斯(George Myers)，路德维希-马克西米利安大学慕尼黑学院，1896年
- 卡尔·史瓦西，路德维希-马克西米利安大学慕尼黑学院，1897年
- 卢西安·格拉博夫斯基(Lucian Grabowski)，路德维希-马克西米利安大学慕尼黑学院，1900年
- 古斯塔夫·赫格洛茨(Gustav Herglotz)，路德维希-马克西米利安大学慕尼黑学院，1900年
- 埃米尔·希尔贝纳格尔(Emil Silbernagel)，路德维希-马克西米利安大学慕尼黑学院，1905年
- 恩斯特·察普(Ernst Zapp)，路德维希-马克西米利安大学慕尼黑学院，1907年
- 卡西米尔·扬岑(Kasimir Jantzen)，路德维希-马克西米利安大学慕尼黑学院，1912年
- 威廉·凯尔(Wilhelm Keil)，路德维希-马克西米利安大学慕尼黑学院，1918年
- 弗里德里希·布尔迈斯特(Friedrich Burmeister)，路德维希-马克西米利安大学慕尼黑学院，1919年
- 古斯塔夫·施瑙德(Gustav Schnauder)，路德维希-马克西米利安大学慕尼黑学院，1921年
- 沃尔特·萨梅廷格(Walter Sametinger)，路德维希-马克西米利安大学慕尼黑学院，1924年

## 参引
- Freddy Litten:胡戈·冯·泽利格 -- 短传 （页面存档备份，存于）(德语).
- 讣告:胡戈·冯·泽利格教授 来自"天文台", Vol. 48, p. 77-77 (1925), 史密森学会介绍/NASA ADS 天文摘要服务
- 胡戈·冯·泽利格在數學譜系計畫的資料。